# Sapta Saagaradaache Ello – сторона B
Sapta Saagaradaache Ello — сторона B (стилізовано як Sapta Saagaradaache Ello (сторона B); перекл. «Десь за сімома морями (сторона B)» — це друга частина 2-серійного індійського романтичного фільму мовою каннада 2023 року, написана в співавторстві зі сценаристом і режисером Гемантом М. Рао та продюсером Ракшитом Шетті. Це продовження фільму Sapta Saagaradaache Ello – сторона A з Ракшитом Шетті, Рукміні Васант і Чайтрою Дж. Ачаром у головних ролях. Музику до фільму написав Чаран Радж, операторською роботою займався Адвайта Гурумурті, а монтажем — Суніл С. Бхарадвадж і Хемант М. Рао.

## Сюжет
В емоційній кульмінації герой помирає. Сурабхі здійснює свою мрію стати лікарем.

## Акторський склад
- Ракшит Шетті в ролі Ману
- Рукміні Васант в ролі Прії
- Чайтра Дж. Ачар — Сурабхі
- Ачют Кумар — Прабгу
- JP Tuminad в ролі Діпака
- Рамеш Індіра в ролі Соми
- Гопал Крішна Дешпанде в ролі Пракаша
- Бхарат Г. Б. як Вінодха
- Ямуна Шрінідхі

## Саундтрек
Чаран Радж написав саундтрек і фонограму.

## 25 січняЗвільнення

### Театральний
Фільм Sapta Sagaradaache Ello (сторона B) спочатку був запланований до виходу на екрани 20 жовтня 2023 року, але був перенесений. Фільм вийшов у кінотеатральний прокат 17 листопада 2023 року.

### Домашні ЗМІ
Прем'єра фільму відбулася 25 січня 2024 року на Amazon Prime Video мовою каннада з дубляжем телугу, тамільською та малаяламською мовами.